# Postklassieke periode (Zuid-Amerika)

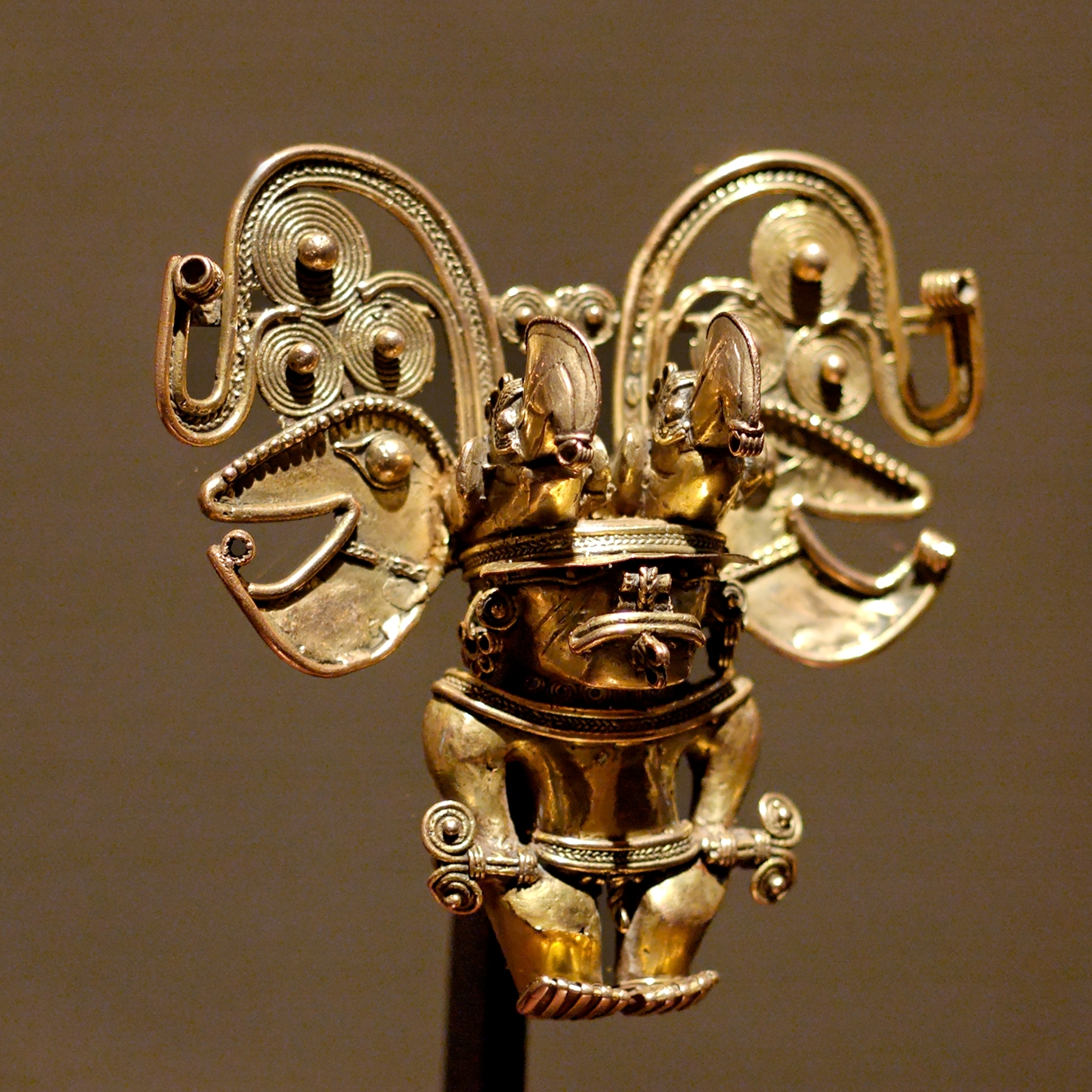
kunst van de Tairona, Colombia

De postklassieke periode van Zuid-Amerika omvat de laatste periode van precolumbiaans Zuid-Amerika. Ze volgde op de klassieke periode van Zuid-Amerika en eindigde met de kolonisatie van Zuid-Amerika. Het was deel van de postklassieke periode (Post-Classic stage, ongeveer 900 tot 1519 AD) van precolumbiaans Amerika.  

## Laaglanden
In het kustgebied van Suriname bestonden verscheidene complexe Arawakse culturen, waarvan de invloedrijkste de Hertenritscultuur was (vanaf 600 tot aan 1500). Deze culturen bouwden kunstmatige heuvels en hadden een permanente landbouw. Zeer waarschijnlijk kwamen deze mensen vanuit de Orinocodelta in Venezuela, een gebied waarmee zij tijdens de komst van de Europeanen nog veel contact hadden. Belangrijke contacten waren er ook met zuidelijker gebieden. Mogelijk zijn de Caribische volkeren, die vanaf 1000 een groot deel van Suriname gaan bewonen, afkomstig uit het zuiden.
In de tropische laaglanden ontstonden tussen 1000 en 1500 allerlei complexe gemeenschappen. Er zijn zes grote taalfamilies waarvan er twee (de Arawakken en de Tupi) zich over het hele gebied verspreid hebben. Op het moment dat de eerste Europeanen kwamen woonden de grootste gemeenschappen langs de grote rivieren (Amazone, Río Negro, Xingu, etc). Zij bouwden hun grote nederzettingen in een lang lint langs de oevers. In het zuidelijke savannegebied bouwde men ronde dorpen waarbij de huizen om een groot centraal plein stonden. Deze bouwvorm bestaat hier nog steeds maar destijds waren de nederzettingen vele malen groter. De Tupinambá (Tupi) verspreidden zich rond 1500 langs het Braziliaanse kustgebied, en hun verwanten de Guaraní trokken steeds verder naar het zuiden (Paraguay, Argentinië, Uruguay). Het waren de zuidoostelijkste boeren. De Tupinambá verbouwden vooral maniok en de Guaraní vooral maïs.
In de Boliviaanse, Colombiaanse en Venezuelaanse savannegebieden woonden boeren die grote heuvels oprichtten en aan irrigatie deden. Het contact met de Andes was zeer belangrijk, onder andere voor de handel van bijvoorbeeld metalen uit de Andes tegen voedsel uit het laagland.

## Muisca
Zuidelijk Midden-Amerika was een culturele contactzone tussen Meso-Amerika en Zuid-Amerika. Van Honduras tot in Venezuela en Ecuador woonden hier de zogenaamde Chibcha-volkeren. Oorspronkelijk kwamen ze waarschijnlijk uit zuidelijk Costa Rica maar in de tijd van Columbus woonden de grootste Chibchavolkeren in Colombia. Vanaf ongeveer 1000 na Chr. woonden hier allerlei groepen die gespecialiseerd waren in de metallurgie, welke technologie 2000 jaar eerder vanuit Peru was gekomen. De twee bekendste groepen waren de Muisca (hun hoofdstad was waar nu de Colombiaanse hoofdstad Bogota ligt) en de Tairona (woonachtig in het noorden, rond en op de flanken van de Sierra Nevada de Santa Madre). De Muisca, ook vaak Chibcha genoemd, waren de machtigste en waarschijnlijk politiek meest gecentraliseerde groep. De naar schatting 1 miljoen mensen werden geleid door twee leiders, de Zaque en de Zipa. Men leefde in steden die voornamelijk van hout waren en die uiteindelijk door de Spanjaarden in brand werden gezet. Net als andere Colombiaanse volkeren waren de Muisca beroemd om hun goudwerk. Belangrijker vond men echter het zogenaamde tumbaga, een legering van goud en koper (en soms zilver). Deze uitvinding zorgt ervoor dat de smelttemperatuur van beide metalen omlaag gaat maar de hardheid van koper sterk stijgt. Tumbaga werd geliefd bij veel indiaanse volkeren, van Mexico, via de Antillen tot in de rest van de Andes en in de Amazone. De Spanjaarden waardeerden het minder omdat zij op zoek waren naar puur goud.
De Tairona bouwden wel steden van steen hoewel die pas recent (jaren '70) door wetenschappers zijn gevonden, mede door de politieke situatie in het land (burgeroorlog). Deze steden waren de grootst bekende indiaanse steden buiten Meso-Amerika en de Andes en konden door hun locatie goed verdedigd worden. De Spanjaarden voerden 75 jaar lang oorlog totdat de Tairona zich in 1600 uiteindelijk gewonnen gaven. 

## Andesgebied
De Andes kende vanaf de laat-14de eeuw de opbloei van het grootste indiaanse rijk ooit, dat van de Inca's. In de periode tussen Wari/Tiwanaku en de Inca's (1000-1400) waren verscheidene lokale culturen bijzonder succesvol. De belangrijkste daarvan was die van de Chimú. Zij woonden in hetzelfde Noord-Peruaanse kustgebied als de Moche (1-500) voor hen, en bouwden een machtig rijk op met een grote hoofdstad: Chan Chan. 

### Sicán
De Sicáncultuur verving vanaf ongeveer 700 de Mochecultuur. Tussen 900 en 1100 had de Sicán zijn hoogtepunt. De ondergang werd ingeluid door een grote serie van overstromingen in de tweede helft van de 11e eeuw, gevolgd door een grote brand in Sicán zelf.
In het Sicán-gebied zijn de grootste irrigatiesystemen van heel Zuid-Amerika te vinden. De Sicáncultuur heeft als bijzonderheid de hoogstaande metaalbewerking.

### Chimú

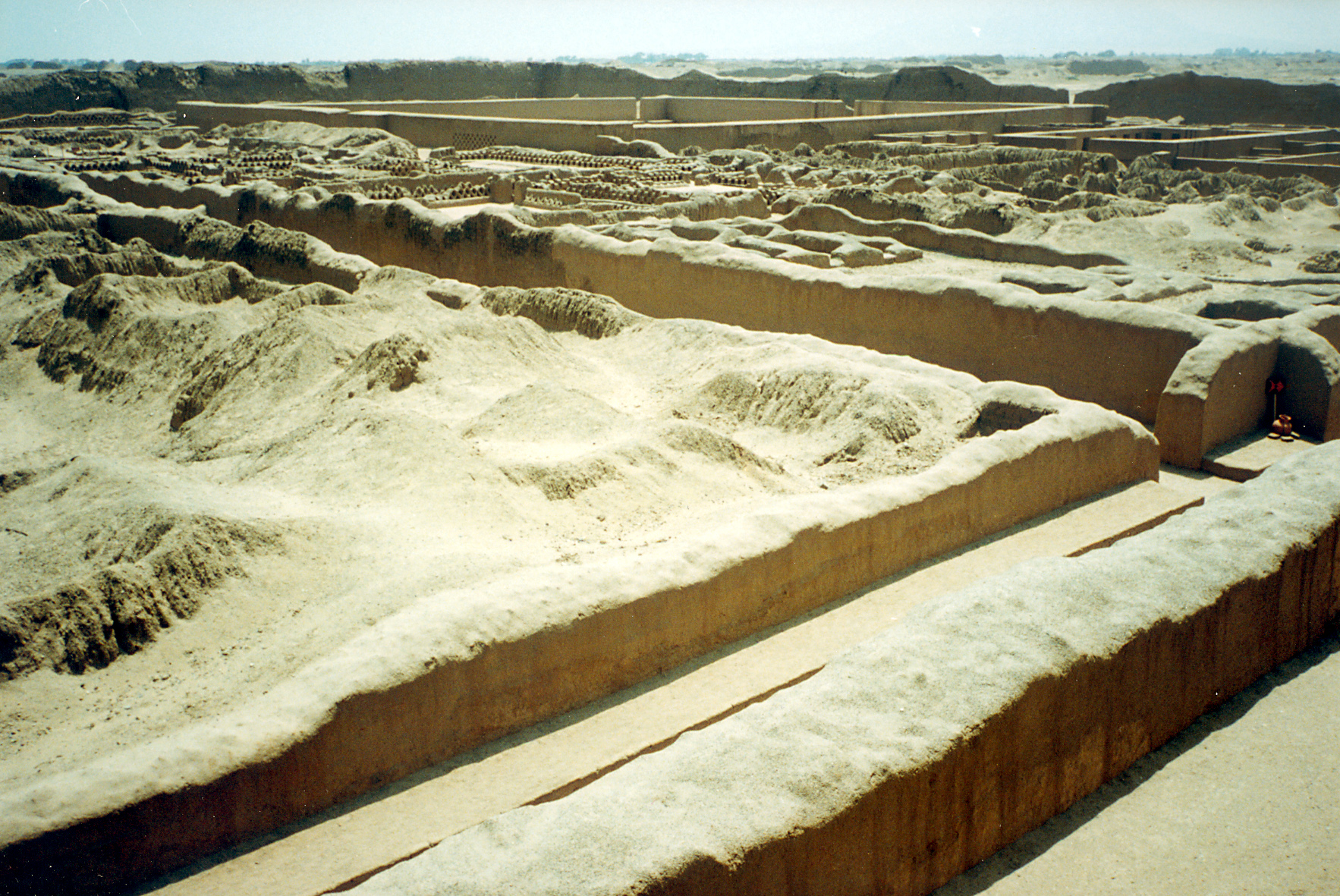
ruïnes van Chan Chan, hoofdstad van de Chimú

De Chimú deden rond 900 hun intrede in het Moche-gebied. Vanaf 1100 tot 1400 zal het Chimor-rijk zich uitbreiden over het hele noordelijke kustgebied en in de tweede helft van de 14e eeuw zal ook het hele voormalige Sicán-rijk opgeslokt zijn. De gebiedsuitbreiding van Chimor is niet alleen militair bewerkstelligd, maar ook via de diplomatie.
Het rijk was erg op de zee gericht en was een spil in de zeehandel tussen het zuiden (de kuststad Chincha) en het noorden (de Ecuadoraanse kustculturen Manteño en Huancavilca). De Ecuadoranen exporteerden de steeds belangrijker wordende spondylusschelp en hadden zelfs contacten met Mexico. Door deze zeehandel bereikten onder andere metalen als koper en brons het westen van Mexico, en via Chan Chan en Chincha bereikten de Ecuadoraanse schelpen de zuidelijke Andes (Bolivia, Argentinië).
Opvallend voor de Chimú is, dat ze zich veel minder op ceremoniële bouwwerken gericht hebben. De ontwikkeling van de landbouw, van de bewerkte grond ging voor. Een voorbeeld hiervan is het - niet afgemaakte - kanaal dat de dalen van de Moche en de Chicama met elkaar moest verbinden.
In het dal van de Moche ligt Chan Chan, de centrale plaats van de Chimú. De ondergang van het rijk volgt met de verovering door de Inca's, ongeveer in 1470. De Inca's voerden de heerser, Minchançaman, mee naar hun hoofdstad, Cuzco.

### Inca's
De Inca's uit de zuidelijke Peruaanse hooglanden werden duidelijk aangetrokken door de rijkdom van de kustgebieden en wisten snel hun 5500 kilometer lange rijk (van Zuid-Colombia tot centraal Chili) te veroveren. Dit enorme rijk werd geregeerd vanuit de hoofdstad Cuzco, middels goed aangelegde wegen en een indeling van de gehele maatschappij in decimale eenheden (bijgehouden in de quipu). Belangrijk was ook dat men de veroverde gebieden economisch in grote mate vrij liet en opstandelingen deporteerde naar andere gebieden binnen het rijk. 
In de vijftiende eeuw kwam het Incarijk tot grote bloei. De Inca's brachten vrijwel heel Zuid-Amerika ten westen van de Andes en ten zuiden van Colombia onder hun heerschappij. De opkomst van het Inca-rijk, of Tawantinsuyu, is zeer snel gegaan. In enkele decennia werd een enorm rijk geschapen, dat ten slotte ten offer zou vallen aan de gouddorst van de Europese invasiemacht.
Op het moment dat de Spanjaarden kwamen was het Incarijk echter al van binnenuit ernstig verzwakt door Europese ziektes, die al vóór Pizarro het land bereikt hadden, en door een interne machtsstrijd tussen twee troonpretendenten.
In het uiterste zuiden van Zuid-Amerika was het Incarijk al eerder tot staan gebracht door de Mapuche in Chili. Ook de latere Spanjaarden slaagden er niet in deze te onderwerpen. Aan de Argentijnse kant, in Patagonië, woonden voornamelijk jagers/verzamelaars die vooral op de guanaco (wilde voorouder van de lama) joegen.